# 連科蘭區
連科蘭區是阿塞拜疆的一個區，位於該國南部，被裡海分為兩部分。面積1,360平方公里，人口197,900人。首府連科蘭並不受本區管轄。
1930年設區。